# مایکل ردهیل
مایکل ردهیل متولد ۱۲ ژوئن ۱۹۶۶ ‏(۵۸ سال) شاعر، نمایشنامه‌نویس، رمان‌نویس اهل کانادا است. او در سال ۲۰۱۷ برای رمان میدان بلونو برنده جایزه گیلر شد.